# Variedade de Calabi-Yau
Em matemática, as variedades de Calabi-Yau são variedades complexas análogas, de maior dimensão, às superfícies K3. Algumas vezes elas são definidas como variedades de Kähler compactas cujo fibrado canônico é trivial, embora muitas outras definições parecidas mas não equivalentes também sejam usadas de vez em quando. Elas foram chamadas de espaços de Calabi–Yau, em homenagem a Eugenio Calabi, que estudou tais variedades, e a S. T. Yau, que provou a conjectura de Calabi de que este tipo de variedades têm métricas Ricci flat
Este tipo de variedade apresenta-se, por exemplo, no contexto da geometria algébrica, e também em física teórica. Particularmente na teoria das supercordas, as dimensões extras do espaço-tempo são algumas vezes conjecturadas a tomar forma de uma variedade de Calabi–Yau de dimensão 6, levando à ideia de simetria especular. 

## Definições

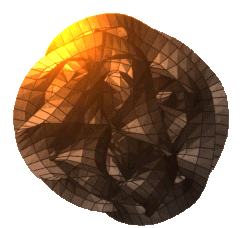
Uma representação de uma variedade de Calabi-Yau.

Uma variedade de Calabi-Yau é uma variedade de Kähler compacta com uma primera classe de Chern nula. O matemático Eugenio Calabi supôs em 1957 que tais variedades admitem uma métrica Ricci-flat (uma em cada classe de Kähler), e essa conjectura foi provada por Shing-Tung Yau em 1977. Consequentemente, uma variedade de Calabi-Yau pode também ser definida como uma variedade Ricci-flat de Kähler compacta.
É também possível definir uma variedade de Calabi-Yau como variedade com uma holonomia SU(n). Outra condição equivalente é que a variedade admita uma (n, 0)-forma holomórfica global nunca nula.